# شتيوي الغيثي
شتيوي الغيثي كاتب وشاعر سعودي، من مواليد مدينة حائل عام 1398هـ، وهو عضو مجلس إدارة نادي حائل الأدبي منذ عام 2007. صدر له عدد من الدواوين الشعرية والمؤلفات الفكرية. وهو حاصل على المركز الثالث في مسابقة «شاعر عكاظ» لعام 2019. كما حصل على «جائزة القلم الذهبي» لأفضل رواية تاريخية عام 2025م.

## التعليم
- حاصل على البكالوريوس في اللغة العربية.[5]
- حاصل على الدكتوراه في الأدب الحديث.[6]

## العمل
أستاذ في كلية اللغة العربية في الجامعة الإسلامية بالمدينة المنورة.

## المؤلفات
- «لا ظل يتبعني» ديوان شعر. صدر عن دار طوى (2010).[7]
- «قشرة الحضارة: إشكاليات الثقافة السعودية وتحولاتها» صدر عن دار طوى (2011).[8] ويرى المؤلف «أن المجتمع السعودي صار مجتمعاً حديثاً من الناحية الاقتصادية والعمرانية والمدنية حتى أصبحت السعودية من أكبر الدول المنتجة للنفط على مستوى العالم وتأثيرها الاقتصادي والسياسي وحتى الديني مشهود في أكثر من مجال، كما شكلت هذه الدولة ثقلاً على مستويات عدة في المنطقة العربية والإسلامية على حد سواء، لذلك وجب البحث عن إشكاليات هذا المجتمع وتحولاته الفكرية».[9]
- «ميادين التغيير» صدر عن دار مدارك (2014).[10] ويعالج الكتاب «عدداً من القضايا الحساسة وإشكاليات كثيرة ناتجة بعد سنوات من ثورات العالم العربي في فهم سياق الدولة الحديثة عبر مساءلة مفاهيم الثورة والديمقراطية وتصورات المثقف التغييرية. كما يطرح فكرة الاختلاف والتواصل كحل فكري نقدي لما بعد التغيير، الذي حصل في العالم العربي».[11]
- «حداثة البدوي: قلق الهوية في الخطاب الشعري سليمان الفليّح أنموذجًا» صدر عن نادي تبوك الأدبي ومؤسسة الانتشار العربي (2017).[12]
- «عمر يزمله القصيد» ديوان شعر.[13] صدر عن دار مدارك (2017).[14]
- «سيرة لبياض قديم» ديوان شعر. صدر عن نادي الجوف الأدبي (2021).[15]
- «دموع الرمل» رواية. صدرت عن دار تشكيل (2023).[16]

## تكريم وجوائز
- 2019: حصل على المركز الثالث في مسابقة (شاعر عكاظ).
- 2019: تكريم من نادي جدة الأدبي.[17]
- 2025: جائزة القلم الذهبي (النسخة الأولى) لأفضل رواية تاريخية عن روايته «دموع الرمل».[18]